# Tornabenea tenuissima
Tornabenea tenuissima är en flockblommig växtart som först beskrevs av E. Chevalier, och fick sitt nu gällande namn av Ove Erik Eriksson. Tornabenea tenuissima ingår i släktet Tornabenea och familjen flockblommiga växter. Inga underarter finns listade i Catalogue of Life.